# 桑村郡
桑村郡（日语：／ Kuwamura gun */?）為過去隸屬日本伊予國的郡，廢藩置縣後屬愛媛縣，已於1897年與周布郡合併為周桑郡。
過去的轄區現在已全部被合併為西條市。

## 沿革
- 1889年12月15日：實施町村制，桑村郡下轄：壬生川村、吉岡村、國安村、三芳村、庄内村、楠河村、德田村。（7村）
- 1897年4月18日：與周布郡合併為周桑郡。